# Dervish Khan
Dervish, noto anche come Dervish Khan (in arabo ﺩﻪﺭوﻳش ﺣﺎن‎?; in tartaro: Дәрвиш хан; ... – 1419), è stato un condottiero mongolo, khan dell'Orda d'Oro dal 1417 al 1419.

## Biografia
Dopo la sconfitta di Toktamish nel 1395 partecipò alla lotta per il titolo di khan dell'Orda d'Oro, che coinvolse anche i fedeli dell'emiro Edigu e i figli dello stesso Toktamish. Nel 1416, alla morte di Čokre Khan (protetto e poi nemico di Edigu) e l'ascesa al potere di Jabbarberdi, Edigu proclamò suo cugino Chokr Sayid-Ahmad come nuovo khan dell'ulus, prima che quest'ultimo venisse assassinato dallo stesso Jabbarberdi durante un combattimento. Con l'arrivo del 1417, però, anche Jabbarberdi perse il suo trono e fu costretto a fuggire in Crimea, e poi in Lituania, per poi essere ucciso lungo la strada dai suoi stessi compagni. Il trono passò così nelle mani di Dervish Khan, anch'egli fidato alleato di Edigu. Il fondatore dell'Orda Nogai godette di un così grande prestigio all'interno dell'ulus che il suo nome fu coniato sulle monete del periodo assieme a quello del khan.
Dervish Khan fu spodestato e ucciso nel 1419 da Kadirberdi, uno dei più giovani figli di Toktamish.

## Riferimenti
- David Morgan, The Mongols